# محمرة (صلصة)
المحمرة «محمر» أو محمرة هو الفلفل الحار، ترجع أصول هذه الأكلة إلى مدينة حلب السورية.

## المكونات
المكونات الرئيسية عادة هي الفلفل الطازج أو المجفف، عادة الفلفل الحلبي والجوز المطحون وفتات الخبز وزيت الزيتون. قد يحتوي أيضًا على الثوم والملح وعصير الليمون ودبس الرمان والتوابل أحيانًا (مثل الكمون). يمكن تزيينها بأوراق النعناع.

## الاستعمال
تؤكل المحمرة كغمسة مع الخبز وكتبريد للتوست وكصوص للكباب واللحوم المشوية والسمك.

## فطاير محمرة
للمحمرة 131 طريقة عمل، حيث تشتهر بالفطاير ومن الأسماء المنتشرة لها:
- تتبيلة فطائر المحمرة (منقوشة محمرة)
- المحمرة بطريقة عجينة المعجنات
- فطيرة المحمرة بجبنة القشقوان
- مناقيش محمرة
- سمبوسك محمرة